# Seznam ukrajinskih boksarjev
Seznam ukrajinskih boksarjev.

## B
- Max Bursak
- Taras Bidenko

## D
- Sergij Dzindziruk

## F
- Sergij Fedčenko

## G
- Vjačeslav Glazkov

## K
- Vitalij Kličko
- Vladimir Kličko
- Andrij Kotelnik

## N
- Jurij Nužnenko

## P
- Viktor Plotnikov

## S
- Vjačeslav Senčenko

- Ismail Sillah
- Volodimir Sidorenko

## U
- Oleksandr Usik
- Vjačeslav Uzelkov